# Igreja do Santo Condestável

## Igreja do Santo Condestável
A Igreja do Santo Condestável fica situada em Campo de Ourique, bairro e freguesia de Lisboa, Portugal.
A igreja, construída em estilo neogótico em honra do Condestável D. Nuno Álvares Pereira (1360-1431), também conhecido como São Nuno de Santa Maria, foi projetada pelo arquiteto português Vasco Regaleira e inaugurada a 14 de Agosto de 1951.
O Condestável também é lembrado com esculturas no Arco da Rua Augusta, na Praça do Comércio, em Lisboa, no castelo de Ourém e com uma estátua na sua vila natal Cernache do Bonjardim.

### Fachada da Igreja
Na fachada principal, destacam-se o brasão de armas reais da segunda dinastia e, no portal, o grupo escultórico de Leopoldo Almeida, com a figuração de São Nuno ladeado por anjos e as imagens de Nossa Senhora do Carmo e São Jorge.

### Interior da Igreja
No interior, os vitrais são de Almada Negreiros, o fresco da capela-mor representando a glorificação de Nuno Álvares Pereira é de Portela Júnior e, sob o altar, o túmulo contendo as relíquias do patrono é da autoria de Domingos Soares Branco.

### Patrono
Nuno Álvares Pereira (O.Carm.),ou como é também conhecido  o Santo Condestável, formalmente São Nuno de Santa Maria ou simplesmente Nun'Álvares (Paço do Bonjardim, Cernache do Bonjardim, 24 de junho de 1360 – Lisboa, 1 de novembro de 1431), foi um nobre e general português do século XIV. Desempenhou um papel fundamental na crise de 1383-1385, onde Portugal defendeu a sua independência de Castela. Nuno Álvares Pereira foi também 2.º Condestável de Portugal, 38.º Mordomo-Mor do Reino, 7.º conde de Barcelos, 3.º conde de Ourém e 2.º conde de Arraiolos.

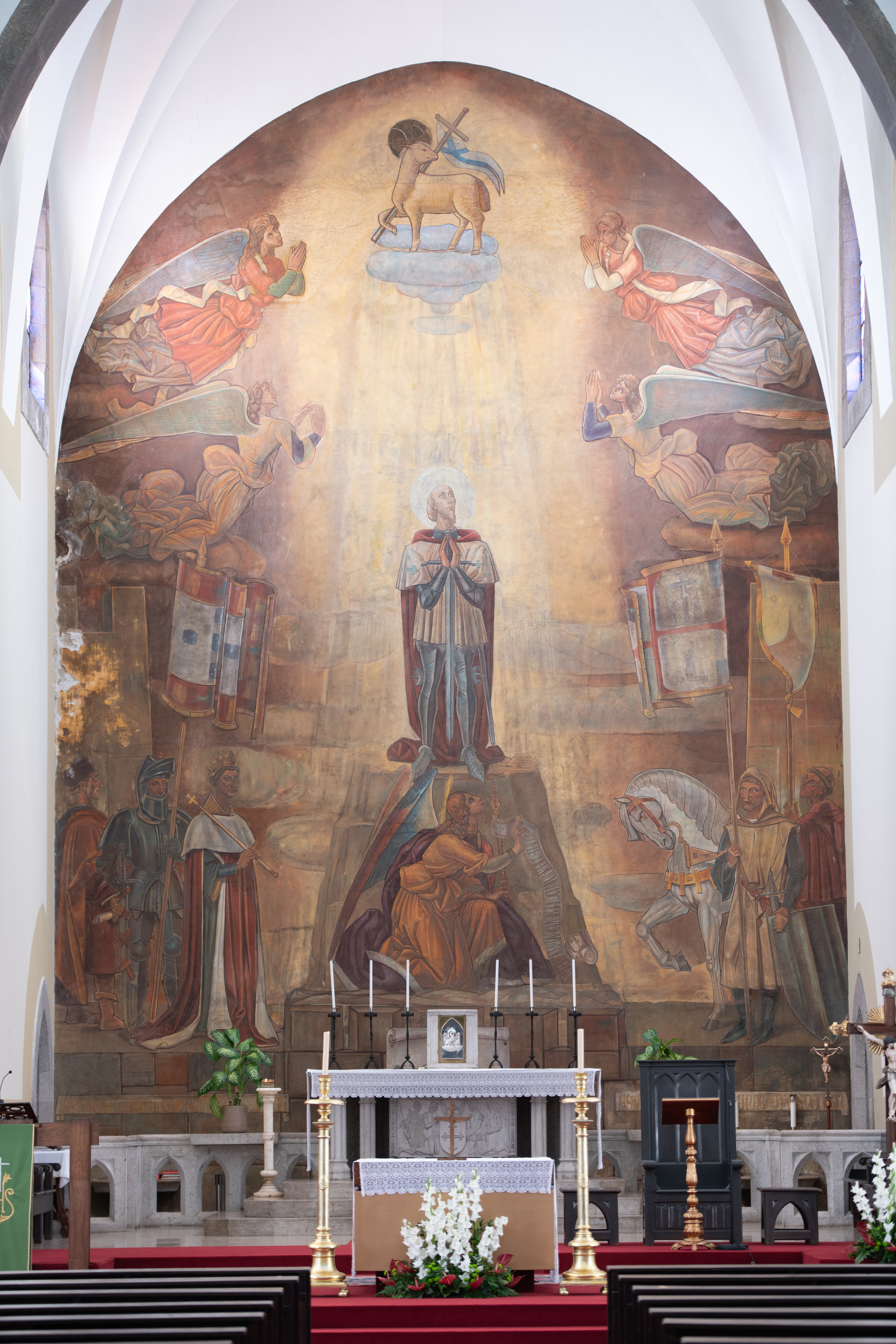
Altar Mor - Igreja de Santo Condestável

O militar português comandou forças em número substancialmente inferior ao inimigo e venceu todas as batalhas que travou. É o patrono da Infantaria portuguesa. A sua forma de comandar, caracterizou-se fundamentalmente pelo exemplo e pelas inúmeras virtudes militares, junto dos seus homens.
Luís de Camões, em sentido literal ou alegórico, explícito ou implícito, faz referência ao Condestável nada menos que 14 vezes em «Os Lusíadas». O forte Nuno, como Camões o designa, aparece logo evocado na 12.ª estrofe do canto primeiro, "Por estes vos darei um Nuno fero, Que fez ao Rei e ao Reino tal serviço," e no canto oitavo, estrofe 32: "Mas mais de Dom Nuno Álvares se arreia. Ditosa Pátria que tal filho teve!".
Uma escultura sua encontra-se no Arco da Rua Augusta, na Praça do Comércio, em Lisboa, outra no castelo de Ourém e ainda outra equestre, no exterior do Mosteiro da Batalha. Outra estátua de São Nuno está na sua terra-natal: Cernache de Bonjardim.
O dia do seu nascimento é feriado no concelho da Sertã, por aqui ter nascido na freguesia de Cernache do Bonjardim  a 24 de junho de 1360.
Foi inicialmente sepultado no Convento do Carmo, em Lisboa. Com a destruição parcial do Convento, devido ao Terramoto de 1755 (visível nos dias de hoje), foi transladado. Atualmente, os seus restos mortais repousam na Igreja do Santo Condestável, em Lisboa, desde o dia 14 de Agosto de 1951, data da inauguração e comemoração dos 566 anos da vitória portuguesa na Batalha de Aljubarrota.
É o Padroeiro do Corpo Nacional de Escutas - Escutismo Católico Português e da Fraternidade de Nuno Álvares - Associação de Escuteiros Adultos, constituída por antigos filiados do Corpo Nacional de Escutas. São Nuno de Santa Maria foi canonizado pelo Papa Bento XVI, a 26 de abril de 2009, e a sua festa é a 6 de Novembro.

### Horários das Missas - Igreja de Santo Condestável
Domingos: 10h30 | 19h00
Segunda-feira - Sábado: 9h30
Vespertina (sábado tarde): 19h00
Cartório: terças e quintas entre as 16h00-18h00

### Visitas Guiadas
para conhecer a história, vitrais, tumulo e obras de arte da Igreja por marcação:+351213965394

Vitral Mariano Almada Negreiros - Santo Condestável

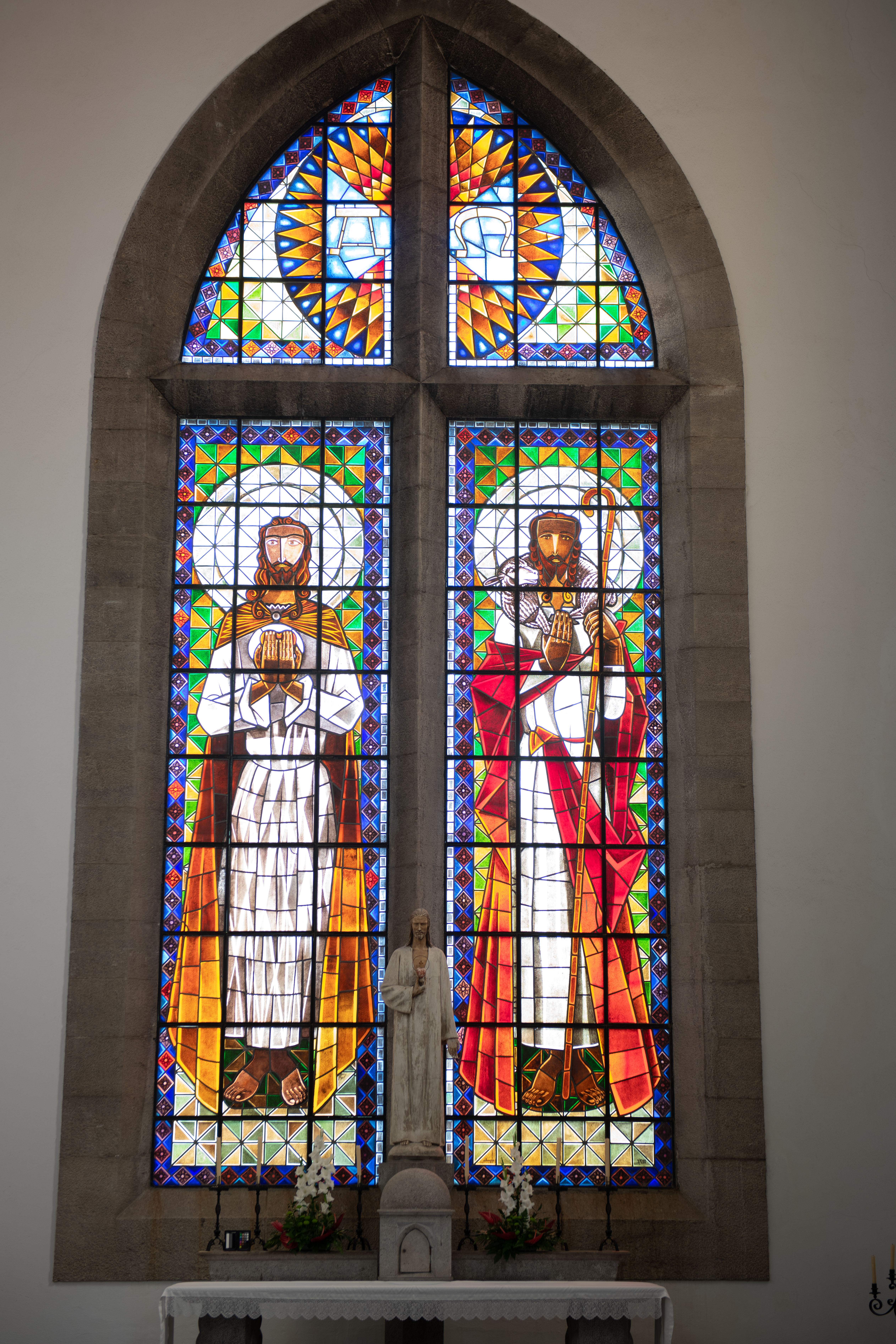
Vitral Sagrado do Coração de Jesus e Bom Pastor da Igreja de Santo Condestável - Lisboa

Interior da Igreja